# Fast Healthcare Interoperability Resources

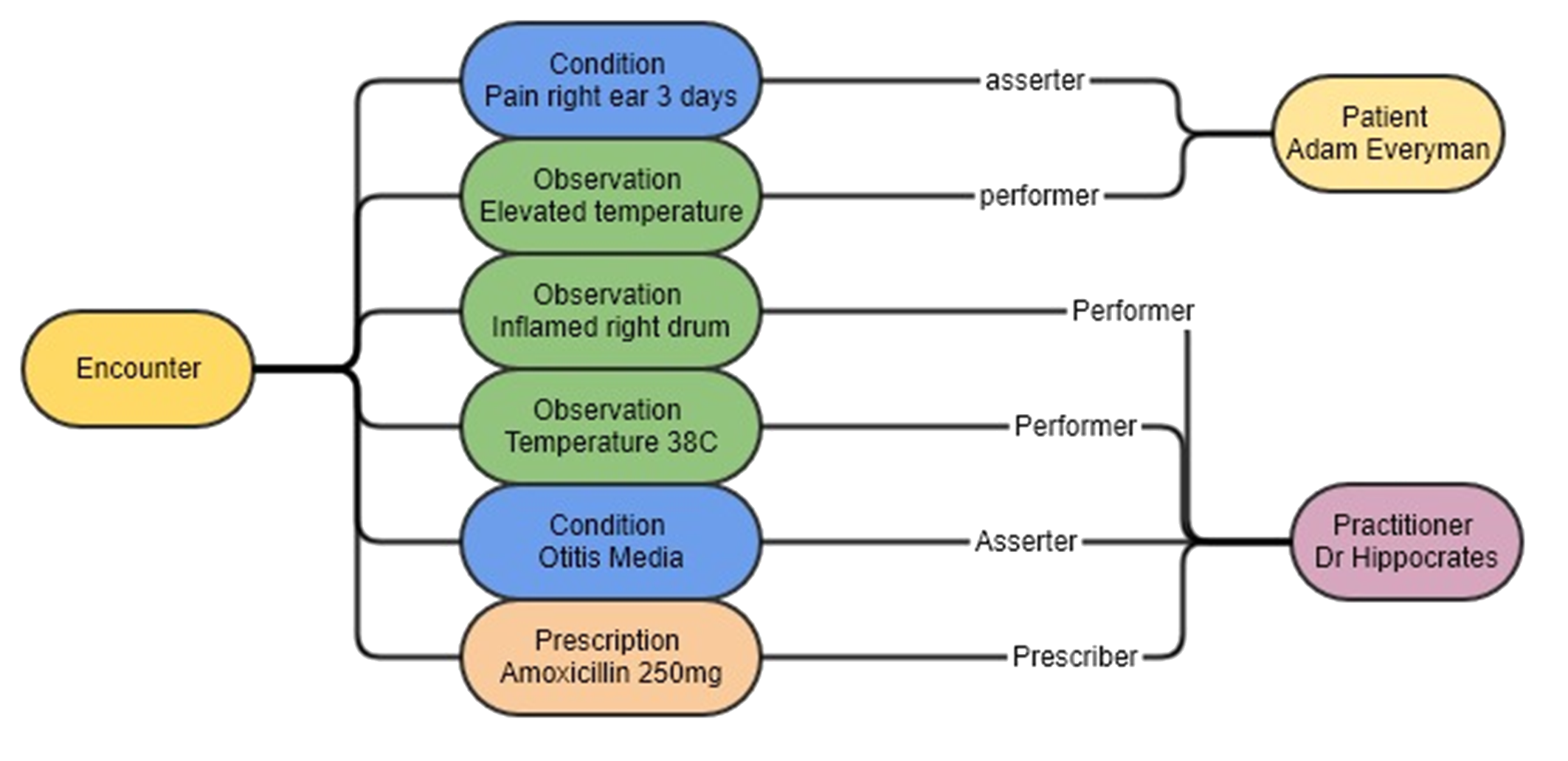
Rappresentazione di una serie di risorse FHIR correlate, ognuna costituita da elementi di dati che descrivono il concetto di assistenza sanitaria

Lo standard Fast Healthcare Interoperability Resources (traducibile in italiano come "risorse Interoperabili per una assistenza sanitaria di rapida implementazione"), in acronimo FHIR (pronunciato in lingua inglese: "fire"),
è un insieme di regole e specifiche open-source per lo scambio elettronico di dati di assistenza sanitaria.
È stato progettato per essere flessibile e adattabile in maniera che possa essere usato in un ampio spettro di contesti con diversi sistemi informativi di assistenza sanitaria.
L'obiettivo di FHIR è di consentire lo scambio continuo e sicuro di informazioni sanitarie, in maniera tale che i pazienti possano ricevere le migliori cure.
Lo standard descrive formati di dati e elementi (conosciuti come "risorse") e application programming interface (API) per lo scambio dei dati delle Cartelle cliniche elettroniche.
Lo standard è stato creato dall'organizzazione degli standard sanitari Health Level Seven International (HL7).
FHIR è costruito sui precedenti standard di HL7, come HL7 version 2.x e HL7 version 3.x. ma è più semplice da implementare per l'introduzione dell'uso di API fruibili via web, tra cui i protocolli basati su HTTP e RESTful, e la possibilità di scegliere tra formati JSON, XML o RDF per la rappresentazione dei dati.

## Versioni dello standard
| Data       | Versione | Descrizione |
| ---------- | -------- | --- |
| 2011-08-18 | -        | La bozza iniziale di FHIR, poi conosciuta come Resources For Healthcare (RFH), è stata pubblicata sul blog di Grahame Grieve in Australia                         |
| 2011-09-11 | -        | Lo standard è stato adottato da Health Level Seven International (HL7) come voce di lavoro                                                                        |
| 2014-09-30 | 0.082    | DSTU1 (First Draft Standard for Trial Use) versione ufficiale pubblicata                                                                                          |
| 2015-10-24 | 1.0.2    | DSTU2 (Second Draft Standard for Trial Use) versione ufficiale pubblicata                                                                                         |
| 2019-10-24 | 3.0.1    | STU3 (Third Standard for Trial Use) included coverage of a variety of clinical workflows, a Resource Description Framework format, and a variety of other updates |
| 2019-10-30 | 4.0.1    | Rilascio 4 ha il primo contenuto della normativa e gli sviluppi della versione di prova                                                                           |
| 2023-03-26 | 5.0.0    | Rilascio 5 |